# Mónika Grábics
Mónika Grábics (ur. 31 sierpnia 1976 w Budapeszcie) – węgierska szachistka, arcymistrzyni od 2003 roku.

## Kariera szachowa
Na przełomie lat 80. i 90. XX wieku należała do ścisłej światowej czołówki juniorek. Wielokrotnie startowała w mistrzostwach świata i Europy w różnych kategoriach wiekowych, zdobywając 6 medali: złoty (Chania 1994 – ME do 18 lat), srebrny (Timișoara 1988 – MŚ do 12 lat) oraz 4 brązowe (Fond du Lac 1990 – MŚ do 14 lat, Mamaia 1991 i Rimavská Sobota 1992 – oba w ME do 16 lat, Duisburg 1992 – MŚ do 16 lat). W 1996 r. zdobyła tytuł indywidualnej mistrzyni Węgier. W 1998 i 2000 r. wystąpiła w reprezentacji kraju na szachowych olimpiadach, natomiast w 1997 i 1999 r. – na drużynowych mistrzostwach Europy.
Normy na tytuł arcymistrzyni wypełniła w Budapeszcie (1997, III m. w turnieju First Saturday–FS09 IM), Belgradzie (2002, II m. za Iriną Czeluszkiną) oraz w Krku (2003, III m. za Nikolettą Lakos i Evą Repkovą). Do innych jej sukcesów w turniejach międzynarodowych należą m.in. dz I m. w Budapeszcie (1999, wspólnie z Bengtem Lindbergiem, Stefano Tatai i Nikolettą Lakos), dz. II m. w Kőszegu (2000, za Laszlo Krizsanym, wspólnie z m.in. Leszkiem Węglarzem), III m. w Rijece (2003, za Evą Repkovą i Szidonią Vajdą) i I m. w tym mieście (2004) oraz dz. I m. w Krku (2004, wspólnie z Reginą Pokorną i Jessicą Nill).
Najwyższy ranking w karierze osiągnęła 1 października 2000 r., z wynikiem 2371 punktów dzieliła wówczas 61-62. miejsce na światowej liście Międzynarodowej Federacji Szachowej (jednocześnie zajmując 4. miejsce wśród węgierskich szachistek). Od 2006 r. w turniejach klasyfikowanych przez FIDE startuje bardzo rzadko.